# Figura decorativa
Una figura decorativa o figura ceremonial es una práctica de quien de iure (de derecho o de nombre) parece ostentar un título o cargo importante y a menudo supremamente poderoso, pero de facto (en realidad) ejerce poco o ningún poder real. Esto suele significar que es jefe de Estado, pero no jefe de Gobierno. 
En un sentido peyorativo, la palabra también puede tener connotaciones más siniestras, y referirse a un líder poderoso, que debería estar ejerciendo plena autoridad, y que en realidad está siendo controlado por una figura más poderosa (poder detrás del trono). 
Las figuras más comúnmente citadas incluyen al rey británico Carlos III, que es el Rey de los reinos de la Commonwealth y cabeza de la Commonwealth, pero no tiene poder sobre las naciones en las que es el jefe de Estado y no ejerce el poder en sus propios reinos por iniciativa propia. Otras figuras son el emperador de Japón, el rey de Suecia o los presidentes de la mayoría de las repúblicas parlamentarias, como el presidente de India, el presidente de Israel, el presidente de Alemania y el presidente de la República Popular China (cuando no ocupa simultáneamente el cargo de Secretario General del Partido Comunista Chino y Presidente del Comité Militar Central).